# تلمبه تل بور ۱
تلمبه تل بور ۱ یا عبدالحسن اسلاملو روستایی در دهستان گلستان بخش گلستان شهرستان سیرجان استان کرمان ایران است.

## جمعیت
بر پایه سرشماری عمومی نفوس و مسکن در سال ۱۳۹۵ جمعیت این مکان ۱۰۸ نفر (۳۶خانوار) بوده‌است.